# Porta Ombriano (architettura)
Porta Ombriano è una monumentale porta d'accesso al centro storico di Crema.

## Storia

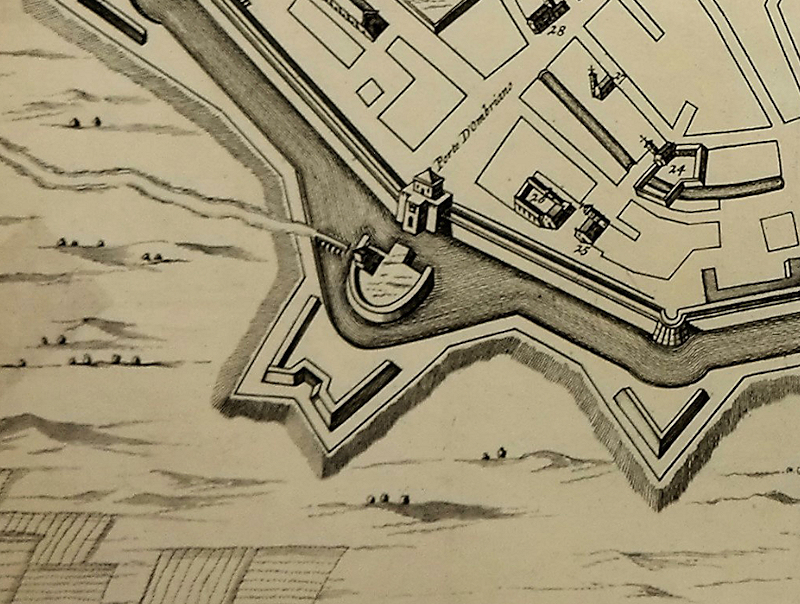
L'area di Porta Ombriano, estratto della mappa di Crema realizzata da Pierre Mortier, acquaforte, Amsterdam, 1708

La porta Ombriano presentava ancora agli inizi del XIX secolo le caratteristiche dell'epoca della sua costruzione avvenuta nel 1488 con una semitorre centrale e due torri laterali.
In epoca veneziana la porta era coperta da un rivellino parzialmente arrotondato. La proteggeva un'ulteriore «opera a corna», «angustiata poi dalla distanza di soli 13 passi dall’alveo del Trabaccone», ossia il Cresmiero che veniva a trovarsi molto vicino. Tale opera ne conteneva a fine Seicento un'opera parzialmente interrata, un precedente progetto dell'ingegnere militare Francesco Tansini.
Poiché il nuovo governo della Repubblica Cisalpina decretava nel 1803 Crema «città aperta», veniva avviato lo smantellamento del sistema difensivo cittadino e a partire dal 1804 iniziavano i contatti con l'architetto Faustino Rodi per la ristrutturazione dell'accesso.
Il Rodi – già presente in città per il progetto di un nuovo ponte sul Cresmiero – non ritenne utile preservare la struttura quattrocentesca che riteneva ammalorata e angusta, prediligendo un progetto in stile neoclassico, una nuova struttura affiancata da caselli daziari; ne conseguirono ulteriori interventi urbanistici quali il tracciamento di un breve tratto stradale rettilineo verso il ponte sul Cresmiero, corrispondente alla strada per Lodi; inoltre, furono demoliti rivellini e opere difensive, spianati terrapieni, fu creato un piazzale d'accesso e spostato il fossato a ridosso delle mura. L'obiettivo di Rodi era quello di creare una progressione prospettica dal ponte alla porta, fin dentro la città
Durante i primi anni del XX secolo furono aboliti i dazi in ingresso in città cosicché nel 1919 si provvedeva alla demolizione dei caselli e la porta fu isolata.

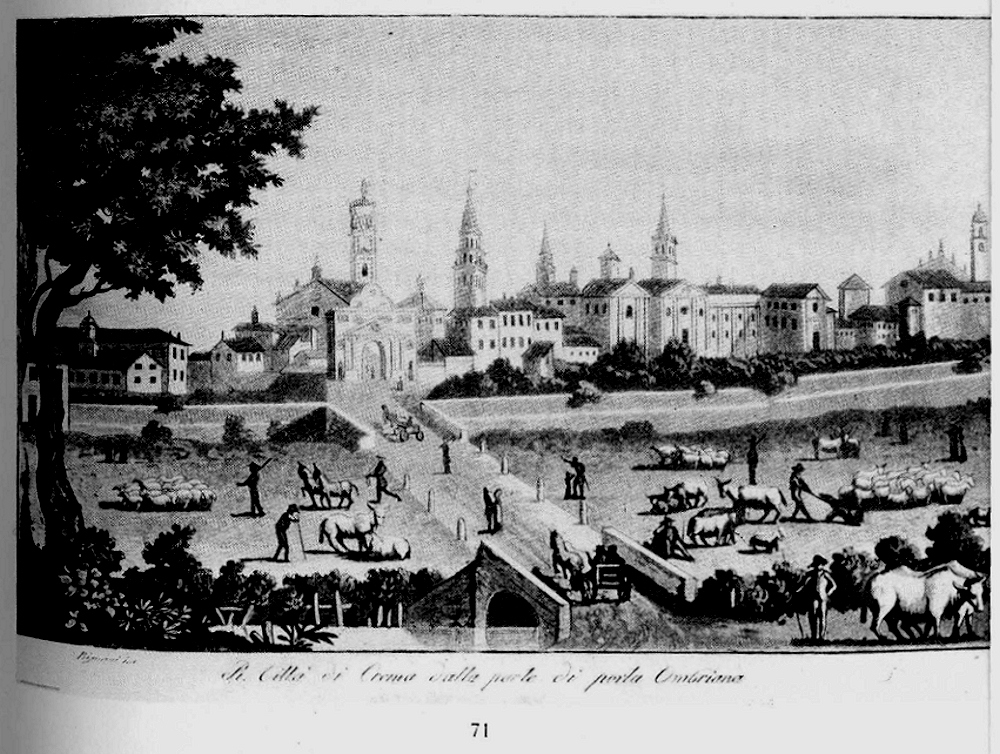
"Veduta della Regia Città di Crema dalla parte di Porta Ombriano", di Bassano Finoli, acquaforte, ca. 1820-1825
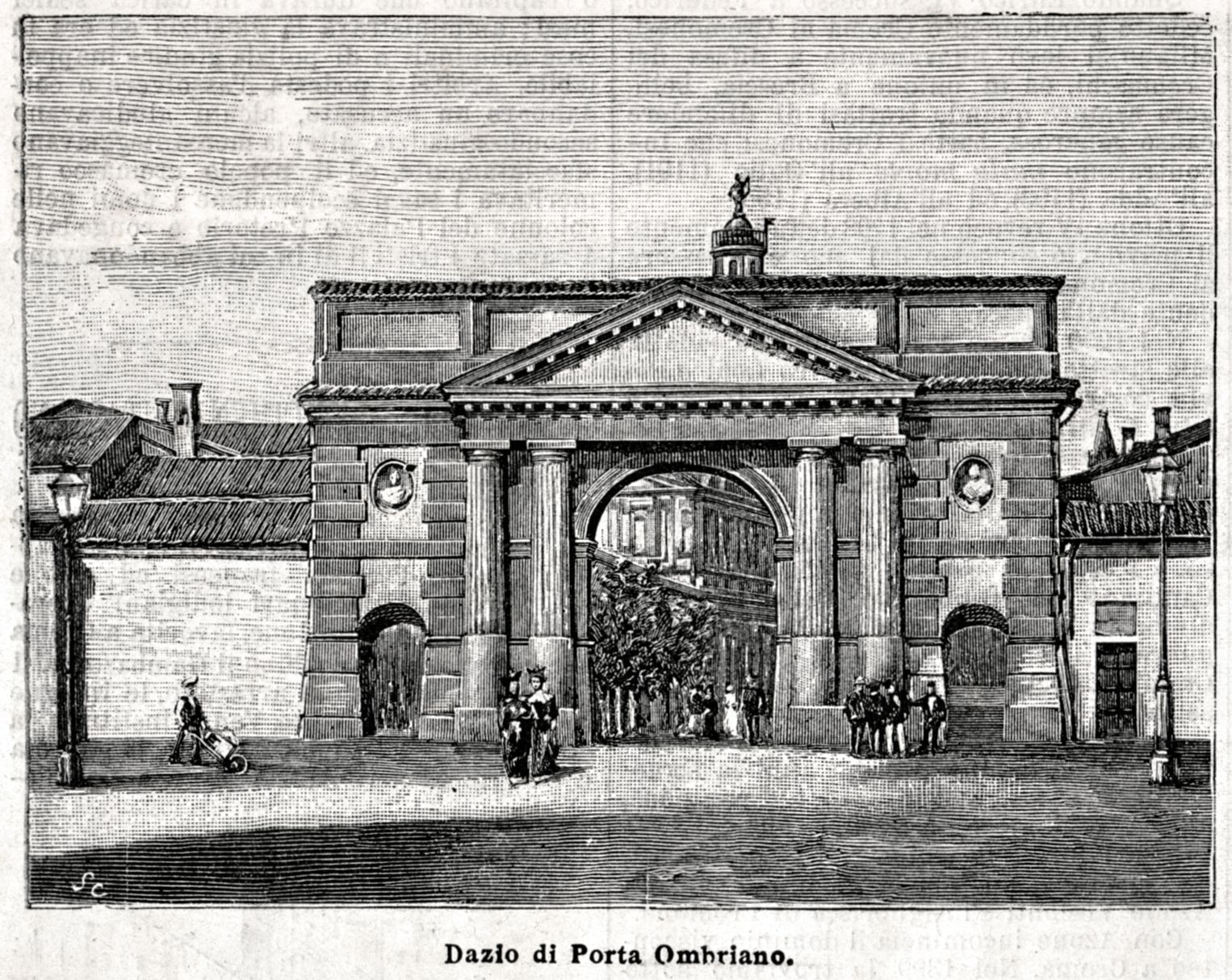
Porta Ombriano nel 1896, con i caselli daziari, tratto da «Le cento città d'Italia», supplemento mensile illustrato del Secolo, Sonzogno Editore, 1896

## Caratteristiche

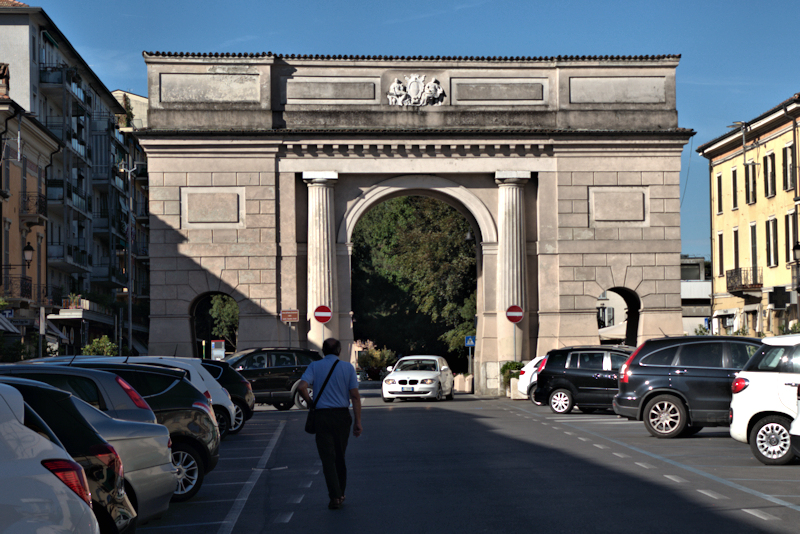
Il fronte interno verso piazza Giovanni XXIII

Porta Ombriano si colloca sul lato occidentale di Piazza Giovanni XXIII.
Faustino Rodi ideò un arco trionfale dalle forme solide e massicce con le due fronti lievemente differenti. Quello esterno presenta in centro un pronao retto da colonne binate di ordine dorico; queste sostengono un timpano di forma triangolare caratterizzato da dentelli. Le parti laterali sono in bugnato con le aperture pedonali, sopra ognuna delle quali sono state realizzate delle nicchie con relativi busti.
La fronte interna ha solo due colonne che sostengono il fornice centrale leggermente rientrante ornato da dentelli. Ai lati, sopra i passaggi pedonali stanno due semplici forme rettangolari. Sul cornicione vi è riportata l'arma della città.
Per i tratti stilistici della porta il Rodi pare essersi ispirato alle inquadrature rinascimentali di Giulio Romano o Palladio.

### I busti e l'arma
I due busti in marmo Botticino collocati sulla fronte esterna non furono realizzati in occasione della costruzione della porta, ma sono più antichi, forse provenienti da qualche palazzo cittadino; i personaggi raffigurati non sono identificati e non è noto l'autore, ma i tratti stilistici farebbero pensare ad un'esecuzione tardo-cinquecentesca.

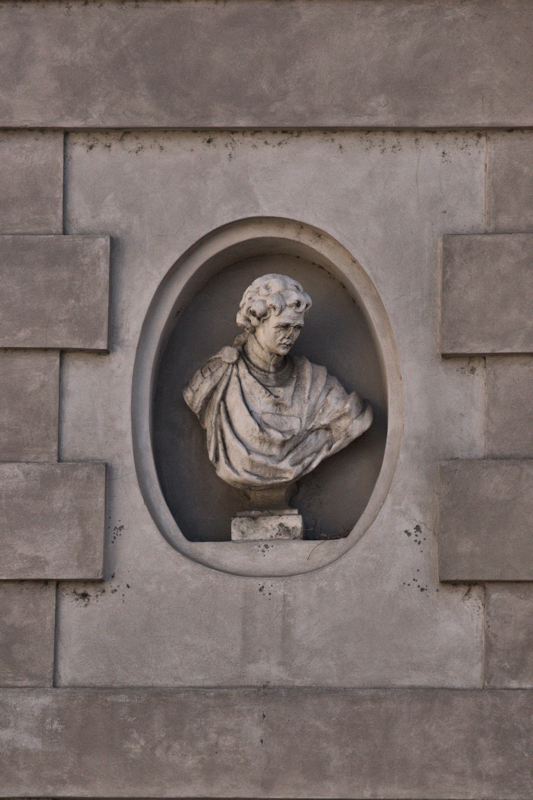
Il busto di sinistra
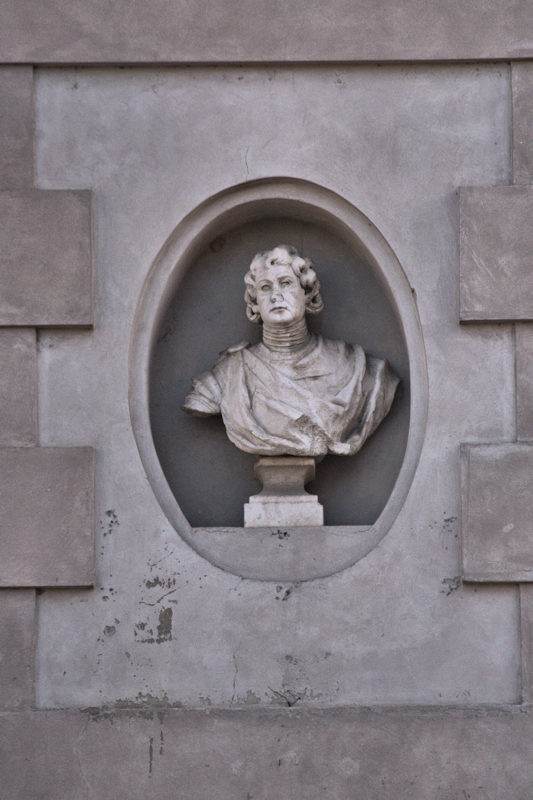
Il busto di destra

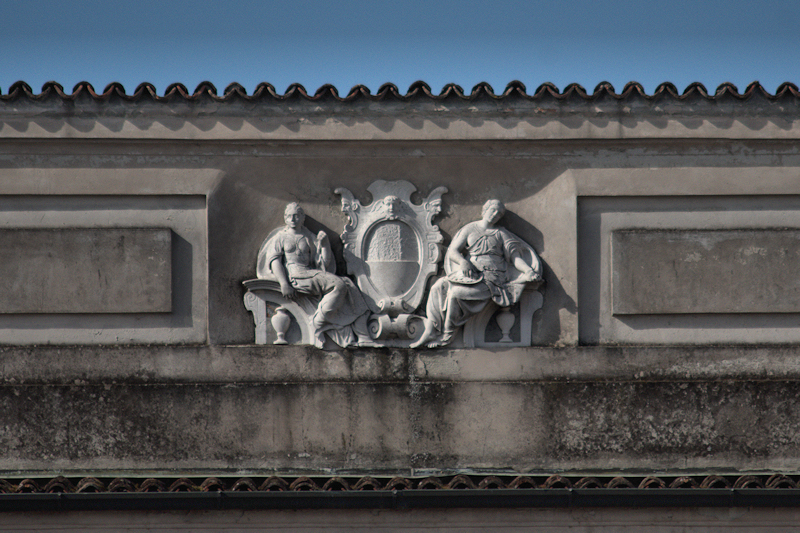
L'arma

L'arma collocata sul cornicione interno è un altorilievo in marmo Botticino e raffigura in centro lo stemma della città poggiante su un ricciolo; ai lati vi sono collocate due figure sedute su sostegni di forme curvilinee ed anfore, con portamento solenne. Potrebbero rappresentare la Pace (quella di sinistra ha un braccio alzato, come a sostenere un ramo d'ulivo ora scomparso) e l'Abbondanza (quella di destra tiene in braccio un cesto di frutti e con il braccio effettua il gesto per seminare). L'autore – di mano esperta - non è noto ma l'opera potrebbe essere stata realizzata negli ultimi anni del XVIII secolo.